# Blovstrød
Blovstrød er en by i Nordsjælland med 3.004 indbyggere  (2024). Byen ligger i Allerød Kommune og hører under Region Hovedstaden. Blovstrød Kirke er én af landets ældste kirker, og de ældste dele, skib og kor, er opført før år 1200. Kirken ligger i Blovstrød Sogn.
Ved Blovstrød ligger desuden Danmarks største asylcenter Sandholmlejren og det militære anlæg Høvelte kaserne med øvelsesområde.
Hans Pilgaard, Mikael Bertelsen, Søren Nystrøm Rasted, Lotte Friis, Lars Kaalund, Carsten Fredgaard og Andreas Christensen er fra Blovstrød. Harald Søbye Blovstrødpræsten var præst i Blovstrød fra 1948 til afskedigelsen i unåde 1964 af kirkeminister Bodil Koch.

## Historie
Blovstrød er tidligst omtalt i 1265 som Blaustruth. Der er ikke sikkerhed om navnets betydning. Forleddet består af et ellers ukendt mandsnavn, Blåwǣsti, mens efterleddet -ruth = -rød betyder rydning.
Blovstrød landsby bestod i 1682 af 10 gårde, 1 hus med jord og 9 huse uden jord. Det samlede dyrkede areal udgjorde 335,9 tønder land skyldsat til 65.84 tønder hartkorn. Dyrkningsformen var trevangsbrug.
Blovstrød Kro fra 1763 ligger på Kongevejen. Den blev i 1980'erne berømt for at starte en ny bølge lavprisrestauranter.
Landsbyen blev udskiftet i 1773.
Blovstrød lå ved landevejen mellem København og Hillerød. Mens den nærliggende by Lillerød voksede stærkt som følge af anlæggelsen af Nordbanen, var Blovstrøds befolkningsudvikling længe nærmest stagnerende: i 1930 havde byen 395 indbyggere, i 1935 366 indbyggere, i 1940 277 indbyggere, i 1945 303 indbyggere, i 1950 429 indbyggere, i 1955 441 indbyggere, i 1960 661 indbyggere og i 1965 906 indbyggere.

## Kommunale forhold
Ved kommunalreformen 1970 blev Blovstrød Sogn delt mellem Allerød og Hørsholm kommuner.
I forbindelse med kommunalvalget i 2001 blev der dannet en lokalliste, Blovstrød Listen, der fik en kandidat valgt ind i Allerød Kommunes byråd. Det var medstifter og nuværende formand af lokallisten Frands Havaleschka, der blev valgt ind. Ved valget 2005 dannede listen valgforbund med Det Radikale Venstre og fik to kandidater valgt ind. Ved valget i 2009 fik listen valgt en kandidat ind.